# イノツズマブ オゾガマイシン
イノツズマブ オゾガマイシン（Inotuzumab ozogamicin、開発コードCMC-544）は抗体薬物複合体（Antibody-drug conjugate、ADC）の一つであり、悪性腫瘍治療に用いられる。B前駆細胞の細胞質や成熟B細胞の表面に発現するB細胞特異抗原であるCD22に対するヒト化モノクローナル抗体（イノツズマブ）部分と、細胞毒性を有するカリケアミシン系のオゾガマイシン部分から成る。商品名はベスポンサ。ファイザーにより開発された。
2014年12月時点では、非ホジキンリンパ腫への第II相臨床試験2本等の臨床試験が進行中であった。
濾胞性B細胞リンパ腫への第III相臨床試験の症例登録が完了した。また再発性抵抗性のCD22+中悪性度非ホジキンリンパ腫への第III相臨床試験は有効性が見られず中止された。
2016年8月、再発の成人急性リンパ芽球性白血病患者に対しての第III相 INO-VATE ALL 試験においてイノツズマブ オゾガマイシン群は，標準的治療群と比較して，完全寛解率が高く，微小残存病変の閾値を下回る割合が高く、無増悪生存期間と全生存期間はともに，イノツズマブ オゾガマイシン群のほうが長いと報告された。
米国では2017年8月、日本では2018年1月にそれぞれ承認され、日本では同年4月から販売された。薬価は点滴用1㎎一瓶で130万7092円。

## 効能・効果
- 再発又は難治性のCD22陽性の急性リンパ性白血病